# 35
Het jaar 35 is het 35e jaar in de 1e eeuw volgens de christelijke jaartelling.

## Gebeurtenissen

### Parthië
- Tiridates III steekt met steun van de Romeinen de Eufraat (de landsgrens van Parthië) over en bereikt de hoofdstad Ctesiphon. Daar pleegt hij een staatsgreep en wordt door de Parthische edelen tot koning gekroond. Artabanus II weet te ontsnappen en vlucht naar Hyrcanië aan de Kaspische Zee.

## Geboren
- Gaius Rubellius Plautus, Romeins staatsman (overleden 62)
- Ignatius van Antiochië, bisschop en theoloog (overleden 110)
- Marcus Fabius Quintilianus, Romeins retoricus (overleden 100)
- Onkelos, proseliet en neef van keizer Titus (overleden 120)
- Sextus Julius Frontinus, Romeins consul en schrijver (overleden 103)

## Overleden
- Gaius Poppaeus Sabinus, Romeins politicus
- Stefanus, eerste martelaar van het christendom